# 華子 (女優)
華子（はなこ、1985年7月11日- ）は、日本の女優。旧芸名、清水 華子（しみず はなこ）。
東京都出身。クローバーに所属していた。母は女優の大谷直子、父は俳優の清水綋治。

## 略歴
両親は俳優であるが、秘匿にして女優活動を展開していた。
原宿にて大谷直子の娘とは知らずにスカウトされ、母が娘の芸能活動を快く思っていなかったことから、父・清水綋治の姓を名乗り清水 華子（しみず はなこ）として2007年より舞台作品を中心に女優としての活動を開始。2011年5月より心機一転、華子（はなこ）へと改名。2012年2月には『土曜ワイド劇場 法医学教室の事件ファイル34』（テレビ朝日）にてテレビドラマ初出演を果たした。
2013年6月15日、母・大谷直子が映画『希望の国』および長年の功績に対して特別賞を受賞した第22回日本映画プロフェッショナル大賞の授賞式において母の代理として出席し、大谷の娘であることを公表した。
2016年4月1日よりクローバーに所属し、映像作品を中心に活動を開始した。
母親はいままで芸能活動に反対の立場であったが、正式に母親にも芸能活動を認められた。
私生活では、2017年11月22日に会社員の一般男性と結婚。2019年4月16日の第1子男児の出産を機に、「お芝居と育児両方に全力を注ぐ事は出来ない」として活動を無期限に休止した。

## 出演

### テレビドラマ
- 土曜ワイド劇場 法医学教室の事件ファイル34（2012年2月11日、テレビ朝日）[1]

### 映画
- さいごのまち（2010年） - 主演・青葉縁 役[2]

### 舞台・ミュージカル
- 夢幻能劇「野望の時代」矢来能楽堂 - ねね 役[1]
- 「永遠の空」シアターグスタフ - 岡田香奈子 役[1]
- 未来へつむぐ」星稜会館  - 笹木美和 役[1]
- 「ふぁみりー」RAFT - ノマキホノカ 役[1]
- 「ある苅屋くんの人生」（2011年）[1][2]
- 「HERO〜命×命～」（2011年） - 村上つかさ役[2]
- 「SING !」 新宿シアターモリエール（2011年） - ヒロイン:朝倉真希 役[1][2]
- 「亜洲之涙」（2011年） - 主演:ユナ役[1][2]
- 「八犬伝」中目黒キンケロ・シアター（2012年） - 犬塚信乃 役[1][2]
- 「Anytime Anywhere」上野ストアハウス（2014年） - 柿 舞 役[1]
- エデンの空に降りゆく星唄」六行会ホール（2014年）   - 小西舞子 役[1]
- 「キミに逢いたくて」新宿村LIVE （2014年） - 甘草みかん 役[1]
- 「聖澤女学院ラストディーバ」（2014年）[2]
- 「未完成の本棚」（2014年）[2]
- 「飛翔」（2015年）[2]

### ファッションショー
- 「DOOR vol.2」[2]

### 雑誌
- ar（ARG アールガール）（2015年）[2]

### バラエティー番組
- 「細木数子の緊急大予言」第7弾・細木数子のこれがホントの話よ!春の六星占術祭（2007年）

### CM
- ローソン 実りベーカリー・ブランパン[3]